# NK Lokomotiva Zagreb
Az NK Lokomotiva Zagreb egy horvát labdarúgócsapat, melynek székhelye Zágrábban található. Jelenleg a horvát labdarúgó-bajnokság első osztályában szerepel. Hazai mérkőzéseiket a 38923 fő befogadására alkalmas Maksimir Stadionban játsszák.

## Történelem

### Névváltoztatások
Történelme során több alkalommal is megváltoztatták a klub nevét
- ŽŠK Victoria (1914–1919)
- ŠK Željezničar (1919–1941)
- HŽŠK (1941–1945)
- FD Lokomotiva (1945–1946)
- FD Crvena Lokomotiva (1946–47)
- NK Lokomotiva (1947–)

## Sikerek
- Horvát első osztály: 
  - 2. hely (2): 2012–13, 2019–20
- Horvát másodosztály: 
  - 3. hely (1): 2008–09
- Jugoszláv első osztály: 
  - 3. hely (1): 1952
- Horvát kupa: 
  - 2. hely (2): 2012–13, 2019–20

### Európai kupákban való szereplés
| Szezon  | Sorozat     | Forduló | Nemzet           | Ellenfél         | Hazai | Idegenbeli | Össz. |
| ------- | ----------- | ------- | ---------------- | ---------------- | ----- | ---------- | ----- |
| 2013/14 | Európa-liga | SK2     | Fehéroroszország | FK Dinama Minszk | 2-3   | 2-1        | 4-4   |

## Játékosok

### Jelenlegi keret
2020. szeptember 17. szerint.
| #  |     | Poszt | Név               |
| -- | --- | ----- | ----------------- |
| 1  | CRO | K     | Luka Ivan Lukić   |
| 2  | CRO | V     | Luka Hujber       |
| 3  | BIH | V     | Stipo Marković    |
| 4  | CRO | KP    | Frane Vojković    |
| 6  | CRO | V     | Dominik Kovačić   |
| 7  | CRO | CS    | Roko Šimić        |
| 8  | CRO | KP    | Oliver Petrak     |
| 9  | CRO | CS    | Mario Budimir     |
| 10 | CRO | KP    | Sammir            |
| 11 | CRO | V     | Ivan Čeliković    |
| 12 | CRO | K     | Krunoslav Hendija |
| 13 | BRA | K     | Álex Dos Santos   |
| 14 | BIH | V     | Kemal Osmanković  |
| 15 | CRO | KP    | Josip Majić       |
| 16 | ALB | V     | Jon Mersinaj      |

| #  |     | Poszt | Név              |
| -- | --- | ----- | ---------------- |
| 17 | ALB | CS    | Indrit Tuci      |
| 18 | ALB | KP    | Enis Çokaj       |
| 19 | CRO | CS    | Luka Viduka      |
| 20 | CRO | V     | Denis Kolinger   |
| 21 | NGR | CS    | Ibrahim Aliyu    |
| 22 | CRO | CS    | Bruno Zdunić     |
| 25 | CRO | CS    | Mario Ćuže       |
| 26 | AUS | V     | Fran Karačić     |
| 28 | CRO | KP    | Dino Halilović   |
| 29 | AUT | V     | Petar Gluhakovic |
| 30 | MKD | CS    | Dzemal Ibishi    |
| 36 | CRO | KP    | Marko Đira       |
| 59 | ALB | KP    | Sherif Kallaku   |
| -  | GHA | KP    | Reuben Acquah    |